# Timandra pompalis
Timandra pompalis är en fjärilsart som beskrevs av Louis Beethoven Prout 1935. Timandra pompalis ingår i släktet Timandra och familjen mätare. Inga underarter finns listade i Catalogue of Life.